# William Berkeley, 1. Marquess of Berkeley
William Berkeley, 1. Marquess of Berkeley (* 1426; † 14. Februar 1492) war ein englischer Adliger und Politiker zur Zeit der Rosenkriege.

## Herkunft und Familie
Er entstammte einer sehr alten englischen Adelsfamilie, die im Mittelalter in der englischen Geschichte eine bedeutende Rolle spielte. Er war der älteste Sohn von James Berkeley, 1. Baron Berkeley und von dessen Tochter Isabel de Mowbray, einer Tochter von Thomas Mowbray, Duke of Norfolk, des ranghöchsten Peers of England. William Berkeley wurde 1426 auf der Stammburg der Familie, Berkeley Castle, geboren. Entsprechend seiner hohen Geburt und der verwandtschaftlichen Beziehungen seiner Familie gehörte er schon 1438 zum Gefolge des Kardinals Beaufort, eines nahen Verwandten der Königsfamilie, und erhielt, obwohl noch nicht volljährig, den Ritterschlag. Er petitionierte an die Krone in einem Streit mit der Countess of Shrewsbury und anderer Erben seines verstorbenen Großonkels Thomas Berkeley, um die Anerkennung seiner Erbansprüche auf dessen Güter zu erlangen. Über diese Petition war noch nicht entschieden, als die Countess 1468 verstarb. Deren Enkel, Thomas Talbot, 2. Viscount Lisle, forderte William Berkeley auf, seine Ansprüche mit der Waffe in der Hand zu beweisen. William Berkeley nahm die Herausforderung an. Am 20. März 1470 kam es bei Nibbley Green zu einem Gefecht, bei dem Viscount Lisle erschlagen wurde.
Er diente den Königen aus dem Hause York. Anlässlich der Hochzeit des Duke of York, eines jüngeren Sohnes des Königs mit der Erbin der Mowbray-Familie verzichtete er als Miterbe auf seinen Anteil an ihrem Familienvermögen, als sie ohne Erben kurz nach dem 16. Januar 1477 starb, zugunsten des Königs Eduard IV. und dessen männlicher Erben. Im Gegenzug wurden ihm seine Schulden in Höhe von 34.000 Pfund Sterling erlassen. Diese Vereinbarung wurde vom Parlament ratifiziert. Danach erhob ihn der König am 21. April 1481 zum Viscount Berkeley. Als enger Vertrauter des Königs wurde er am 5. März 1482 in den Geheimen Rat (Privy Council) berufen. Nach dem Regierungsantritt Richard III., der nach der Ermordung der Söhne Eduard IV. (Eduard V. und Richard von York) im Tower die Krone usurpiert hatte, erhoben Lord Howard (später Herzog von Norfolk) und Berkeley Anspruch auf das Mowbray-Erbe. Beide Lords wurden von Richard III. mit höheren Titeln ausgestattet: Berkeley wurde zum Earl of Nottingham erhoben, während Howard zum Duke of Norfolk und zum Earl Marshal von England ernannt wurde. Nach dem Tode Richard III. in der Schlacht von Bosworth trat Berkeley in den Dienst des neuen Königs Heinrich VII. Anlässlich der Krönung der Gemahlin Heinrichs VII. ernannte er den nunmehrigen Earl of Nottingham zum Lord High Steward und schließlich am 18. Januar 1489 auch noch zum Marquess of Berkeley.
Der 2. Baron Berkeley war in erster Ehe seit ca. 1441 mit Elisabeth de la Warr, in zweiter Ehe seit November 1468 mit Joan Strangways und in dritter  Ehe mit Anne Fiennes verheiratet. Da sämtliche Ehen kinderlos blieben, erloschen mit seinem am 14. Februar 1492 erfolgten Tod alle seine Titel bis auf den des Barons Berkeley.